# Balança (Terras de Bouro)
Balança es una freguesia portuguesa del concelho de Terras de Bouro, con 4,45 km² de superficie y 393 habitantes (2001). Su densidad de población es de 88,3 hab/km².